# ボッカタオ
ボッカタオ（Bokator）は、カンボジアの武術。ラボック・カタオ（ល្បុក្កតោ）、ボッカトーとも呼ばれる。

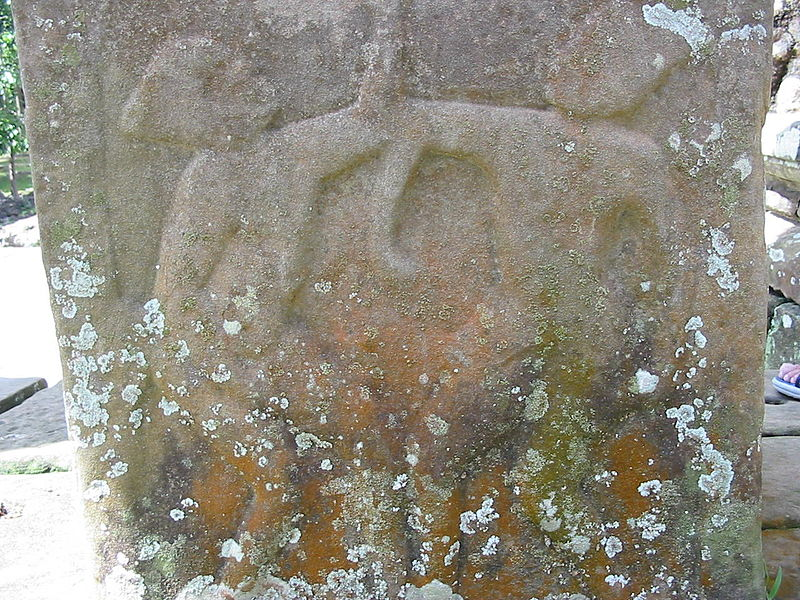
クメール時代の拳闘の様子

## 概要
ボックは「激しくたたく」、タオは「ライオン」を意味し、両方あわせてボッカタオは「ライオンを激しくたたく」を意味する。サン・キムサンによると、名称は2000年前にライオンが人々の村を襲った時、ある武人が膝の技でライオンを倒したという伝説に由来するという。
アンコール・ワット建造の頃から伝わる武術とされ、かつてはアンコール王国（クメール王国）の軍隊で行われていたという。ボッカタオは東南アジアを支配したアンコール王国の強さの源泉と考えられ、12世紀終盤にはアンコール王国の王であるジャヤーヴァルマン7世によって推奨された。しかし、アンコール王国の衰退と共にボッカタオは衰退していく事となる。更にその後のフランスによる植民地支配、ポル・ポトやクメール・ルージュ時代の弾圧によってボッカタオの運命は風前の灯となる。
この失われつつあった伝統武術の復興を試みたのがサン・キムサンである。キムサンは素手の武術や槍術・棒術等を学んでいたが、ポル・ポト時代にタイに亡命し、その後アメリカ合衆国でハプキドーの師範として暮らしていた。しかしキムサンは自国の武術復興を志し、国内の情勢が安定した2001年に帰国。師範を集めて組織を整備し、2005年にそれまで名前が忘れられていたこのカンボジア武術を「ボッカタオ」と仮に名付けた。
2022年にUNESCOの無形文化遺産に登録されている。

## 技術
素手の武術に加えて剣術、槍術、棒術といった武器術も持つ総合的な武術であり、体術には打撃、組技、固技からなる341の技が存在する。ボッカタオには自然界の動きが多く取り入れられており、特に竜、鶴、鷲といった動物の動きが多い。
ボッカタオの道場にはバイヨンの四面像プラムバイヨンを祀る神棚が設置されている。人々はクメール式の衣装を身に着け、クメール式の音楽が演奏される中で試合を行う。ボッカタオには型稽古と試合が存在し、ムエタイやラウェイのように、試合の前には儀式を行う。かつて武術家は魔除けのために刺青を入れていた。